# Tom i Jerry
Tom i Jerry són dos personatges animats, un moix (Tom) i un ratolí (Jerry). Llurs creadors són William Hanna i Joseph Barbera. Principalment coneguda pels seus 161 curtmetratges cinematogràfics de Metro-Goldwyn-Mayer, la sèrie se centra en la rivalitat entre els personatges titulars d'un gat anomenat Tom i un ratolí anomenat Jerry. Molts curtmetratges també presenten diversos personatges recurrents.
En la seva versió original, Hanna i Barbera van produir 114 curts de "Tom i Jerry" per a MGM entre 1940 i 1958. Durant aquest temps, van guanyar set Oscars al millor curtmetratge d'animació, empatant al primer lloc amb Silly Symphonies de Walt Disney com la sèrie amb més premis de la categoria. Després que l'estudi de dibuixos animats MGM tanqués el 1957, MGM va reviure la sèrie amb Gene Deitch dirigint 13 curts addicionals de "Tom i Jerry" per a Rembrandt Films de 1961 a 1962. Tom i Jerry es va convertir llavors en la sèrie de curtmetratges d'animació més taquillera d'aquella època, superant Looney Tunes. Aleshores Chuck Jones va produir 34 curts més amb Sib Tower 12 Productions entre 1963 i 1967. S'han produït cinc curtmetratges més des del 2001, fent un total de 166 curts.
S'han fet una sèries derivades, incloent la sèrie de televisió The Tom and Jerry Show (1975), The Tom and Jerry Comedy Show (1980–1982), Tom & Jerry Kids (1990–1993), Tom i Jerry Tales (2006–2008) i The Tom and Jerry Show (2014–2021). El primer llargmetratge basat en la sèrie, Tom and Jerry: The Movie, es va estrenar el 1992, i s'han produït 13 pel·lícules directes a vídeo des del 2002, amb una pel·lícula híbrida en imatge real/animació estrenada el 2021. Una adaptació musical de la sèrie, titulada Tom i Jerry: Purr-Chance to Dream, es va estrenar al Japó el 2019 abans del 80è aniversari de Tom i Jerry.

## Estructura i trama
La trama de cada capítol es basava principalment en els intents frustrats que feia Tom per atrapar el ratolí Jerry. Tot i que sembla que es duen bé en alguns capítols, Tom sempre busca la manera de poder atrapar una vegada per totes a Jerry. En altres ocasions, la parella deixa de banda la seva rivalitat per tal de perseguir un objectiu comú, com quan un bebè s'escapa del rellotge d'una mainadera negligent, fent que Tom i Jerry persegueixin el nadó i l'allunyin del perill, als curts Busy Buddies i Tot Watchers respectivament. Malgrat els seus atacs interminables els uns als altres, s'han salvat la vida cada vegada que estaven realment en perill, excepte a The Two Mouseketeers, que presenta un final inusualment morbós, i Blue Cat. Blues, on tots dos s'asseuen en una via del tren al final després de ser abandonats per les seves parelles. El dibuix animat acaba amb el xiulet d'un tren de vapor que s'acosta.
Molt pocs cops Tom aconseguia atrapar Jerry, principalment per l'astúcia i la rapidesa que tenia Jerry per escapar de les situacions. L'astúcia de Jerry es genera del fet que sempre ha d'estar en guàrdia contínuament. Els curtmetratges són famosos per mostrar escenes destructives i violentes en dibuixos animats. Tot i que Tom i Jerry ha estat sovint criticat com a excessivament violent, no hi ha sang en cap escena.:42:134
A diferència d'altres personatges secundaris, normalment ni Tom ni Jerry parlen en els capítols (excepte en una pel·lícula). Hi ha algunes excepcions, però les seves veus es limiten a expressar crits de dolor (normalment sempre de Tom), o empassar la saliva. Les expressions facials i gestos transmeten els seus sentiments i les intencions de cada un.

## Personatges principals
Tom (anomenat "Jasper" a la seva primera aparició) és un gat domèstic de color gris blavós. Per altra banda tenim a Jerry un ratolí de color cafè que sempre viu a una petita distància de Tom. Els dos personatges principals sempre s'estan perseguint, però al final de cada episodi Jerry és generalment mostrat vencedor, i Tom com el perdedor. Alguna vegada Tom és el triomfador, no obstant a vegades els dos personatges principals surten perdent de forma irònica.

## Personatges secundaris
Alguns cops, en els intents de Tom per capturar a Jerry, es troba obstacles com, per exemple, altres personatges: 
- Butch, un gat de carrer negre que també vol atrapar a Jerry.
- Spike, un gos guardià que ataca al gat.
- Mammy-Two-Shoes, la mestressa afroamericana de Tom, que normalment colpeja al gat amb una escombra quan ell trenca alguna cosa.
- A finals dels anys 1940, Jerry adopta un ratolí més petit que és de color gris anomenat Nibbles inicialment i a partir de 1957, Tuffy. El personatge va ser creat per als còmics amb aquest darrer i va aparèixer per primer cop a la tecera història Our Gang Comics nº 1 (1942).[5]
- Durant els anys 1950, Spike té un fill anomenat Tyke.
- A vegades surt el cosí de Jerry (Muscles) un ratolí que té molta força i pot amb Tom.
- George, el cosí de Tom que el principi té por als ratolins, però al final de la sèrie s'ajunta amb en Tom per atrapar en Jerry.
- En alguns capítols surt un peix daurat i un canari, que ajuden a Jerry a sortir-se amb a seva.

## Pel·lícules
La primera aparició de Tom i Jerry en un llargmetratge va ser al musical de la MGM de 1945 Lleveu àncores!, en què Jerry interpreta un nombre de ball amb Gene Kelly. En aquesta escena, Tom també va fer un cameo com a criat. Els cineastes havien volgut Mickey Mouse per a l'escena, però Walt Disney va rebutjat l'acord, ja que l'estudi de Disney s'estava centrant en els seus propis dibuixos animats per ajudar a pagar els seus deutes després de la Segona Guerra Mundial. William Hanna i Joe Barbera van supervisar l'animació de l'escena.
La segona aparició de Tom i Jerry en llargmetratge va ser nedant amb Esther Williams en una seqüència de somnis en un altre musical de la MGM, Dangerous When Wet (1953).
El 1992, es va crear la primera pel·lícula de Tom i Jerry, titulada: Tom i Jerry, produïda per Phil Roman. Va ésser estrenada als Estats Units el 1993. La pel·lícula va ésser molt criticada per ésser poc original, i per donar-los diàlegs.
El 2001, Warner Bros va fer una altra pel·lícula titulada: Tom i Jerry: L'anell màgic. Quatre anys més tard, Bill Kopp va escriure i dirigir dues pel·lícules més per a la Warner Bros: Tom and Jerry: Blast Off To Mars i Tom i Jerry: Ràpids i peluts, aquest últim basat en una història de Barbera.Totes dues es van publicar en DVD l'any 2005, marcant la celebració del 65è aniversari de Tom i Jerry. El 2006, una altra pel·lícula directe a vídeo, Tom and Jerry: Shiver Me Whiskers, explica la història sobre la parella que ha de treballar junta per trobar el tresor. A Joe se li va ocórrer la història de la següent pel·lícula, Tom and Jerry: A Nutcracker Tale, així com la idea inicial de sincronitzar les accions de la pantalla amb la música del Trencanous de Txaikovski. Aquesta pel·lícula DTV, dirigida per Spike Brandt i Tony Cervone, seria l'últim projecte de Joe Barbera de Tom i Jerry a causa de la seva mort el desembre de 2006. La pel·lícula d'animació ambientada en les vacances es va estrenar el DVD a finals de 2007 i es va dedicar a Barbera. El 24 d'agost de 2010 es va estrenar una nova pel·lícula directe a vídeo, Tom and Jerry Meet Sherlock Holmes. És la primera pel·lícula de Tom i Jerry feta per a vídeo produïda sense cap dels creadors originals dels personatges. La següent pel·lícula directe a vídeo, Tom and Jerry and the Wizard of Oz, es va estrenar el 23 d'agost de 2011 i va ser la primera pel·lícula de Tom i Jerry feta per a vídeo feta per a Blu-ray. Va tenir una vista prèvia a Cartoon Network. Tom and Jerry: Robin Hood and His Merry Mouse es va publicar en Blu-ray i DVD el 2 d'octubre de 2012. Tom and Jerry's Giant Adventure es va publicar el 2013 en Blu-ray i DVD. Tom and Jerry: The Lost Dragon es va publicar en DVD el 2 de setembre de 2014. Tom and Jerry: Spy Quest es va publicar en DVD el 23 de juny de 2015. Tom and Jerry: Back to Oz es va publicar en DVD el 21 de juny de 2016. Tom and Jerry: Willy Wonka and the Chocolate Factory es va publicar en DVD l'11 de juliol de 2017.
Una pel·lícula híbrida amb imatge real i animació per ordinador titulada símplement Tom i Jerry, dirigida per Tim Story i protagonitzada per Chloë Grace Moretz, Michael Peña, Colin Jost, Rob Delaney i Ken Jeong es va estrenar el 26 de febrer de 2021.

## Curtmetratges
Els dibuixos animats següents van guanyar l'Oscar al Millor curtmetratge d'animació:
- 1943: The Yankee Doodle Mouse
- 1944: Mouse Trouble
- 1945: Quiet Please!
- 1946: The Cat Concerto
- 1948: The Little Orphan
- 1952: The Two Mouseketeers
- 1953: Johann Mouse

Aquests dibuixos animats van ser nominats per a l'Oscar al millor curtmetratge d'animació, però no el van guanyar:
- 1940: Puss Gets the Boot
- 1941: The Night Before Christmas
- 1947: Dr. Jekyll and Mr. Mouse
- 1949: Hatch Up Your Troubles
- 1950: Jerry's Cousin
- 1954: Touché, Pussy Cat!

## Música
Un apartat important de les històries és la música, composta per Scott Bradley, en els gags fent efectes sonors en l'acompanyament de les imatges. Es va editar un doble CD amb la música original de la sèrie.

## Còmics

### Format Comic book
Tom i Jerry va començar a aparèixer en comic book el 1942, com una dels serials d'Our Gang Comics de Dell Comics. El 1949, quan els curts d'acció en directe de MGM Our Gang ja havien deixat de produir-se cinc anys abans, la sèrie va ser rebatejada com a Tom and Jerry Comics. Aquest títol va publicar 212 números amb Dell abans de ser lliurat a Western Publishing, on es va publicar fins al número 344 el 1984. Tom i Jerry van continuar apareixent en diversos còmics durant la resta del segle xx. Els còmics de Tom i Jerry també van ser molt populars a Noruega, Alemanya, Suècia, el Regne Unit, els Països Baixos, Iugoslàvia (i després a Croàcia), Mèxic i Austràlia. L'artista català Óscar Martín ha dibuixat una versió europea amb llicència des de 1986.

### Tira còmica
Una tira còmica de Tom i Jerry es va sindicar entre 1950 i 1952. Encara que es va acreditar al cap de l'estudi d'animació de MGM Fred Quimby, els experts creuen que les tires van ser obra Gene Hazleton com a negre, possiblement amb Ernie Stanzoni i Dan Gormley. Tom i Jerry van reviure com a tira còmica de 1989 a 1994, sindicada al mercat sud-americà per Editors Press Service. La tira va ser produïda per Kelley Jarvis durant aquesta època, amb l'excepció d'un breu període entre 1990 i 1991, quan ho van fer Paul Kupperberg i Rich Maurizio.

## Televisió

### Espectacles televisius
| Sèrie núm. | Sèrie núm. | Títol                         | Episodis | Transmissió original | Productora                                                       | Xarxa original                                                                               | Temporades |
| ---------- | ---------- | ----------------------------- | -------- | -------------------- | ---------------------------------------------------------------- | -------------------------------------------------------------------------------------------- | ---------- |
|            | 1          | The Tom and Jerry Show (1975) | 16       | 1975                 | Hanna-Barbera Productions MGM Television                         | ABC                                                                                          | 1          |
|            | 2          | The Tom and Jerry Comedy Show | 15       | 1980                 | Filmation MGM Television                                         | CBS                                                                                          | 1          |
|            | 3          | Tom & Jerry Kids              | 65       | 1990–93              | Hanna-Barbera Productions Turner Entertainment                   | Fox Kids                                                                                     | 4          |
|            | 4          | Tom and Jerry Tales           | 26       | 2006–08              | Turner Entertainment Warner Bros. Animation                      | Kids' WB                                                                                     | 2          |
|            | 5          | The Tom and Jerry Show (2014) | 117      | 2014–21              | Turner Entertainment Warner Bros. Animation                      | Cartoon Network (2014–16) Boomerang vídeo sobre comanda (2017–21) Cartoon Network App (2021) | 5          |
|            | 6          | Tom and Jerry Special Shorts  | 2        | 2021                 | Turner Entertainment Warner Bros. Animation                      | HBO Max                                                                                      | 1          |
|            | 7          | Tom and Jerry in New York     | 13       | 2021                 | Turner Entertainment Warner Bros. Animation                      | HBO Max                                                                                      | 2          |
|            | 8          | Tom and Jerry (2022)          | 6        | 2022–present         | Fanworks Studio Nanahosi Turner Entertainment Warner Bros. Japan | Cartoon Network (Japan)                                                                      | 1          |
|            | 9          | Tom and Jerry (2023)          | 7        | 2023–present         | Turner Entertainment Warner Bros. Animation                      | Cartoon Network (Asia) HBO Go                                                                | 1          |

### Espectacles empaquetats i blocs de programació
| Sèrie núm. | Títol                                | Transmissió original | Canal original  |
| ---------- | ------------------------------------ | -------------------- | --------------- |
| 1          | Tom and Jerry                        | 1965–72              | CBS             |
| 2          | Tom and Jerry                        | 1967–2001            | BBC             |
| 3          | Tom and Jerry's Funhouse on TBS      | 1986–95              | TBS             |
| 4          | Cartoon Network's Tom and Jerry Show | 1992–present         | Cartoon Network |

### Especials de televisió
| núm. | Títol                                               | Data d'estrena |
| ---- | --------------------------------------------------- | -------------- |
| 1    | Hanna-Barbera's 50th: A Yabba Dabba Doo Celebration | 17 juliol 1989 |
| 2    | Tom and Jerry: Santa's Little Helpers               | 7 octubre 2014 |